# Fritz Riemann
Pour le joueur d'échecs, voir Fritz Riemann (joueur d'échecs).
Pour les articles homonymes, voir Riemann.
Fritz Riemann (né le 15 septembre 1902 à Chemnitz et mort le 24 août 1979 à Munich) est un psychologue et psychothérapeute allemand.

## Œuvre
En 1961, il publie une étude de psychologie des profondeurs intitulée Les formes de la peur (Grundformen der Angst). Il postule qu'il existe quatre types de personnalités. Selon ses termes, chacune d'elles correspond à une façon d'être au monde. À chaque type est associée une forme de peur. Il nomme ses quatre personnalités schizoïde, dépressive, maniaque et hystérique.
| Personnalité dépressive                                                                      | Personnalité schizoïde                                                                       | Personnalité maniaque                     | Personnalité hystérique |
| -------------------------------------------------------------------------------------------- | -------------------------------------------------------------------------------------------- | ----------------------------------------- | --- |
| Peur de l'abandon: Recherche la proximité et le contact humain : "je ne veux pas être seul!" | Peur de l'attachement: Forte tendance à l'indépendance : "je suis la mesure de toute chose!" | Peur du changement                        | Peur de la finitude de la vie. Aime le changement : "j'aime la liberté et prendre des risques. Les traditions et les règles m'entravent" |
| évite les conflits : "je déteste me disputer!"                                               | évite les émotions et le contact physique                                                    | n'aime pas les "changements de programme" | aime être au centre de l'attention : "je veux être admiré et reconnu"                                                                    |
| fais l'autruche, refuse d'affronter les problèmes                                            | précis, froid et objectif                                                                    | dogmatique, tendance aux préjugés         | change d'opinion, comme de chemise |
| manque d'égo                                                                                 | agressif et arrogant                                                                         | perfectionniste et conséquent             | fais des promesses qu'il ne tient pas |
| pense d'abord aux autres, après à soi                                                        | manque d'enthousiasme                                                                        | incapacité à prendre des décisions        | saute du coq à l'âne en pensée |
| se comporte de façon enfantine, comme "en détresse"                                          | indifférent à la critique "seul moi sais ce que je vaux"                                     | fétichiste du détail                      | allures de star, aime en imposer |
| manque d'estime de soi                                                                       | haute opinion de soi                                                                         | "Un non est un non"                       | superficiel et facilement influençable                                                                                                   |
| fait preuve d'empathie, toujours prêt à aider                                                | défend ses opinions de façon claire et sans compromis possible                               | ordonné et appliqué                       | a besoin de satisfactions immédiates |
| humble, a peu d'attentes                                                                     | ne fait pas dans le sentimental, ironique-sarcastique                                        | constant, tient ses engagements           | seul ce qui se passe ici et maintenant compte                                                                                            |
| personne relativement peu égoïste                                                            | fait preuve d'une grande capacité d'observation                                              | a conscience de ses responsabilités       | personne vivante, spontanée et charmante                                                                                                 |

## Publications
- Grundformen der Angst und die Antinomien des Lebens, Munich/Bâle: Ernst Reinhardt 1961,  (ISBN 978-3-497-00749-3)
- Grundformen helfender Partnerschaft. Ausgewählte Aufsätze, Munich: J. Pfeiffer 1974,  (ISBN 978-3-608-89622-0)
- Die Fähigkeit zu lieben, Munich: Ernst Reinhardt 2007,  (ISBN 978-3-497-01901-4)